# Xàkhovo (Bélgorod)
|  | Per a altres significats, vegeu «Xàkhovo». |

Xàkhovo - Шахово (rus) - és un poble de l'óblast de Bélgorod, a Rússia. El 2010 tenia 317 habitants. Pertany al districte (raion) de Prókhorovka.